# Lige Azadegan 1997./98.

## Iran

### Konačna ljestvica
Konačna ljestvica iranske Azadegan League za sezonu 1997/98. Azadegan League je bila najviša iranska nogometna liga.
```
                    Utak.  Pb  N   Pz   Ps:Pr  Bod.
 1.
Esteghlal Teheran
  28   16  10  02   46-21   58
 2.
Pas Teheran
        28   13  13  02   32-20   52
 3.
Zob Ahan Isfahan
   28   11  12  05   31-30   45
 4.
Fajre Sepasi
       28   10  10  08   37-27   40
 5.
Shahrdari Tabriz
   28   10  09  09   37-29   39
 6.
Sepahan Isfahan
    28   09  10  09   24-25   37
 7.
Saipa Teheran
      28   07  14  07   26-26   35
 8.
Poly Acryl Isfahan
 28   08  11  09   28-29   35
 9.
Teraktor Sazi
      28   09  08  11   32-38   35
10.
Foolad Ahvaz
       28   10  05  13   29-45   35
11.
Sanat Naft Abadan
  28   08  10  10   30-30   34
12.
Bahman
             28   07  11  10   31-34   32  
13.
Esteghlal Ahvaz
    28   06  12  10   31-41   30  
14.
Payam Khorasan
     28   05  11  12   24-35   26  
15.
Bargh Shiraz
       28   03  10  15   19-39   19
```

```
Napomena: Persepolis iz Teherana se povukao zbog međunarodnih obveza.
```

```
Iranski nogometni prvaci    : Esteghlal Teheran
Ispali iz lige              : Bahman, Esteghlal Ahvaz, Payam Khorasan, Bargh Shiraz
Plasirali se iz niže lige   : 
Abu Muslem Mashhad
, 
Chooka Talesh
, 
Malavan Anzali
, 
Bank Melli FC
```

```
Najbolji strijelac          : 
Hossein Khatibi
 (Teraktor Sazi)  16 pogodaka
```